# Mary Stewart (schrijfster)
Mary Florence Elinor Stewart (Sunderland, 17 september 1916 – Loch Awe, 9 mei 2014) was een Engels schrijfster, voornamelijk bekend voor de serie The Merlin Chronicles.

## Carrière
Stewart studeerde af aan de Universiteit van Durham. 
Zij was de schrijfster van verschillende romans, waaronder historische en romantische fictie. In de jaren 60 en 70 beleefde ze haar hoogtepunt met onder andere de verfilming van The Moon-Spinners. 
Na het succes van T.H. White's The Once and Future King werd de Arthuriaanse legende weer populair en begon Stewart met het schrijven van The Merlin Chronicles met het boek The Crystal Cave, het eerste deel in een serie van vijf. Met haar boeken bereikte Stewart zowel in de jaren 60, '70 als '80 de bestseller-lijsten.

### The Merlin Chronicles
- 1970 - The Crystal Cave (De kristallen grot)
- 1973 - The Hollow Hills (De holle heuvels)
- 1979 - The Last Enchantment (De laatste betovering)
- 1983 - The Wicked Day (De dag van het kwaad)
- 1995 - The Prince and the Pilgrim

### Andere boeken
- 1954 - Madam, Will You Talk? (Avontuur in Avignon)
- 1956 - Wildfire at Midnight (Voetstappen in de mist)
- 1957 - Thunder on the Right (Dal van de stormen)
- 1958 - Nine Coaches Waiting (Kasteel in de Alpen)
- 1959 - My Brother Michael (Mijn broer Michael; Camilla)
- 1961 - The Ivy Tree (Liefde komt terug)
- 1962 - The Moon-Spinners (Nacht zonder maan)
- 1964 - This Rough Magic (De storm)
- 1965 - Airs Above the Ground (Avontuur in Karinthië)
- 1967 - The Gabriel Hounds (Ontmoeting in Damascus)
- 1968 - The Wind Off the Small Isles (De versteende minnaars)
- 1971 - The Little Broomstick
- 1974 - Ludo and the Star Horse
- 1976 - Touch Not the Cat (De kat in het paviljoen)
- 1980 - A Walk in Wolf Wood
- 1988 - Thornyhold
- 1990 - Frost on the Window: And other Poems
- 1991 - Stormy Petrel
- 1997 - Rose Cottage